# Вортінгтон (Міссурі)
Вортінгтон (англ. Worthington) — селище (англ. village) в США, в окрузі Патнем штату Міссурі. Населення — 47 осіб (2020).

## Географія
Вортінгтон розташований за координатами 40°24′32″ пн. ш. 92°41′21″ зх. д. / 40.40889° пн. ш. 92.68917° зх. д. (40.409026, -92.689253).  За даними Бюро перепису населення США в 2010 році селище мало площу 0,28 км², уся площа — суходіл.

## Демографія
Згідно з переписом 2010 року, у селищі мешкала 81 особа в 33 домогосподарствах у складі 19 родин. Густота населення становила 289 осіб/км².  Було 52 помешкання (186/км²).
Расовий склад населення:
| - 100,0 % — білих |

До двох чи більше рас належало 0,0 %. Частка іспаномовних становила 0,0 % від усіх жителів.
За віковим діапазоном населення розподілялося таким чином: 32,1 % — особи молодші 18 років, 63,0 % — особи у віці 18—64 років, 4,9 % — особи у віці 65 років та старші. Медіана віку мешканця становила 32,5 року. На 100 осіб жіночої статі у селищі припадало 138,2 чоловіків;  на 100 жінок у віці від 18 років та старших — 150,0 чоловіків також старших 18 років.
За межею бідності перебувало 39,6 % осіб, у тому числі 38,7 % дітей у віці до 18 років та 0,0 % осіб у віці 65 років та старших.
Цивільне працевлаштоване населення становило 26 осіб. Основні галузі зайнятості: оптова торгівля — 26,9 %, публічна адміністрація — 26,9 %, освіта, охорона здоров'я та соціальна допомога — 19,2 %.